# Шерман (Мен)
Шерман (англ. Sherman) — місто (англ. town) в США, в окрузі Арустук штату Мен. Населення — 815 осіб (2020).

## Демографія
Згідно з переписом 2010 року, у місті мешкало 848 осіб у 363 домогосподарствах у складі 247 родин. Було 452 помешкання
Расовий склад населення:
| - 97,9 % — білих - 1,2 % — корінних американців |

До двох чи більше рас належало 0,9 %. Частка іспаномовних становила 0,0 % від усіх жителів.
За віковим діапазоном населення розподілялося таким чином: 19,0 % — особи молодші 18 років, 61,8 % — особи у віці 18—64 років, 19,2 % — особи у віці 65 років та старші. Медіана віку мешканця становила 48,8 року. На 100 осіб жіночої статі у місті припадало 100,0 чоловіків;  на 100 жінок у віці від 18 років та старших — 100,3 чоловіків також старших 18 років.
Середній дохід на одне домашнє господарство  становив 49 040 доларів США (медіана — 41 467), а середній дохід на одну сім'ю — 56 914 долари (медіана — 46 875). Медіана доходів становила 42 875 доларів для чоловіків та 27 063 долари для жінок. За межею бідності перебувало 16,0 % осіб, у тому числі 28,4 % дітей у віці до 18 років та 3,6 % осіб у віці 65 років та старших.
Цивільне працевлаштоване населення становило 381 особа. Основні галузі зайнятості: роздрібна торгівля — 23,1 %, освіта, охорона здоров'я та соціальна допомога — 18,1 %, сільське господарство, лісництво, риболовля — 14,2 %, виробництво — 11,5 %.